# 韦利米尔·尚多尔
韦利米尔·尚多尔（1985年10月6日—），克罗地亚男子田径运动员。他曾代表克罗地亚参加2016年和2020年夏季残疾人奥林匹克运动会田径比赛，获得一枚银牌和一枚铜牌。